# King's College de Londres
Pour les articles homonymes, voir King's College et KCL.
Le King's College London (informellement aussi appelé King's ou KCL) est un prestigieux établissement d'enseignement supérieur britannique, situé à Londres. Fondé en 1829 par le roi George IV et le duc de Wellington, le King's College est l'une des plus anciennes et des plus riches universités anglaises. Cofondateur constitutif de l'Université de Londres, le King's College est également un membre fondateur du Russell Group (équivalent anglais de l'Ivy League), du Golden Triangle (réunissant les six universités britanniques les plus réputées réparties entre Oxford, Cambridge et Londres) et se classe parmi les vingt meilleures universités au monde. 
L'établissement compte parmi ses anciens étudiants plus d'une vingtaine de chefs d'État et quatorze prix Nobel. L'université est organisée en neuf écoles d'études réparties sur cinq campus dans le centre de Londres.

## Historique
Le King's College, ainsi nommé afin d'indiquer le patronage du roi George IV, a été fondée en 1829 en réponse à la fondation de l'Université de Londres – appelée « University College of London » – en 1826. L'University College of London a été fondée, avec le soutien des juifs, des utilitaristes et des non-conformistes, en tant qu'institution laïque, destinée à éduquer « les jeunes de nos gens de condition sociale moyenne entre les âges de 15 ou 16 et 20 au plus ». La nécessité d'une telle institution était due à la nature religieuse des Universités d'Oxford et Cambridge, qui ont ensuite instruit uniquement les fils des anglicans riches. La fondation de l'University College of London a rencontré la désapprobation de l'Establishment (minorité sociale exerçant un fort contrôle sur l'ensemble de la société) ; en effet, « les tempêtes de l'opposition qui a fait rage autour d'elle menaçait d'écraser toute étincelle d'énergie vitale qui est restée ». Le Révérend Dr George D'Oyly, recteur de Lambeth et gouverneur de l'École de Wilson à Camberwell, s'opposant à la nature laïque de l'University College of London, a publié une lettre ouverte proposant la création d'une institution concurrente. Elle serait de nature religieuse, et plus particulièrement anglicane, et servirait à insuffler « les services de la religion effectués comme indiqué par notre Église nationale ». Cela a incité Arthur Wellesley 1er duc de Wellington, le Premier ministre, à présider une réunion publique initiée par le roi le 21 juin 1828. Sa prise en charge simultanée pour le collège anglican et pour le Roman Catholic Relief Act, qui devait aboutir à l'octroi de presque tous les droits civils aux catholiques, a été contestée par George Finch-Hatton 10e comte de Winchilsea au début de 1829. Le résultat fut un duel à Battersea Fields le 21 mars de cette année. Délibérément hors-cible, les coups ont été tirés par les deux et aucun n'a été blessé. Le Duel Day est toujours célébré le 21 mars de chaque année, marquée tout au long par diverses manifestations du King's College. 
Le King's College a ouvert en 1831, dans une forme académique similaire à Oxford. Malgré les intentions de ses fondateurs et de la chapelle au cœur des bâtiments, il fut permis aux « non-conformistes de toutes sortes d'entrer dans le collège librement ». La chimie, la littérature anglaise et le commerce ont été parmi les sujets proposés. À cette époque, ni le King's College, ni la London University n'avait la capacité de conférer des licences, un problème particulièrement grave pour les étudiants en médecine qui souhaitaient pratiquer. La modification de la présente situation a été facilitée par la nomination de Henry Brougham 1er baron de Brougham et Vaux comme Lord chancelier, qui était président du conseil des gouverneurs de l'University College of London. Dans cette position, il est automatiquement devenu gouverneur du roi. Dans la compréhension que le gouvernement n'était pas susceptible d'octroyer le pouvoir de délivrer un diplôme sur deux établissements à Londres, les discussions ont abouti à la fédération des universités en tant que l'University of London en 1836, la London University étant ainsi rétrogradée au statut inférieur de l'University College.

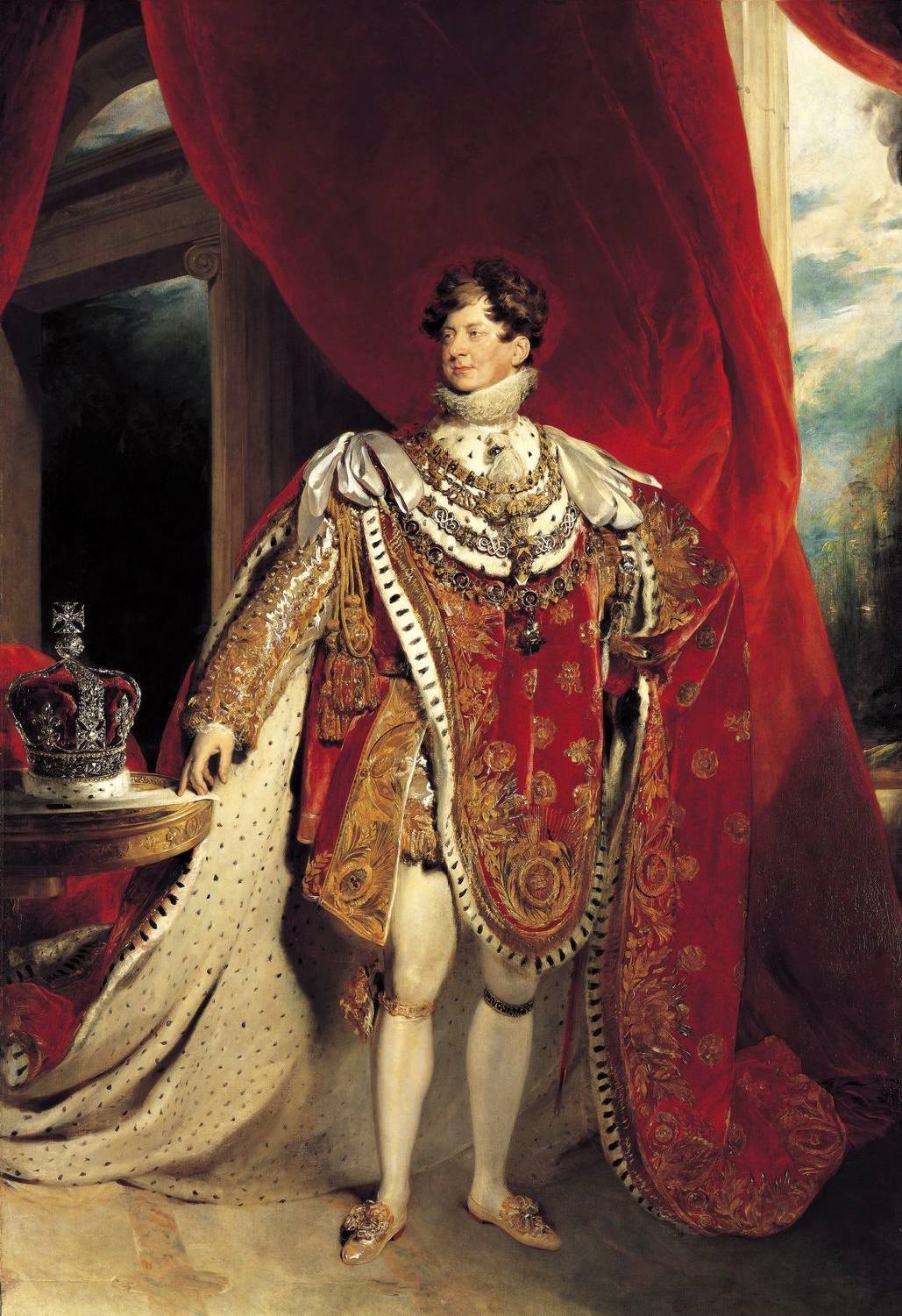
George IV, fondateur de King's College London.

Les professeurs du King's College ont joué un rôle dans les progrès scientifiques et sociaux du XIXe siècle, par l'extension de l'enseignement supérieur pour les femmes, la classe ouvrière, et en offrant des cours du soir. Peut-être les recherches scientifiques les plus célèbres effectuées au King's College ont été l'œuvre de Rosalind Franklin et Maurice Wilkins qui étaient essentiel à la découverte par James D. Watson et Francis Crick de la structure de l'ADN. En plus le King's College a joué un rôle majeur dans beaucoup des progrès qui ont façonné la vie moderne, par la recherche qui a conduit au développement de la radio, la télévision, les téléphones mobiles et les radars.
Le premier diplôme délivré par le King's College a été l'Associateship of King's College, ou AKC. Le cours, qui porte sur des questions d'éthique et de théologie, est encore décerné aujourd'hui aux étudiants (et personnel) qui prennent un cours de trois années en option aux côtés de leur grade standard. La réussite permet au diplômé de porter la marque AKC après leur nom.
Le King's College d'aujourd'hui est le produit de la fusion avec un certain nombre d'autres institutions au fil des ans, dont la Queen Elizabeth College et Chelsea College of Science and Technology en 1985, et avec l'Institute of Psychiatry et de l'United Medical and Dental Schools of Guy's and St Thomas' Hospitals. L'école de formation de Florence Nightingale pour les infirmières est maintenant incorporée sous le nom Florence Nightingale School of Nursing and Midwifery. Aujourd'hui, il y a neuf écoles (voir ci-dessous).
La King's College School a été créé comme King's Junior Department au moment de la fondation du college. À l'origine située dans le sous-sol du Strand campus, l'École a déménagé à Wimbledon en 1897. La King's College School n'est plus associée avec le London King's College. 
En 2003, le College a reçu le droit de délivrer des licences par le Conseil privé. Ce pouvoir est resté non exercé jusqu'en 2007, lorsque le collège a annoncé qu'à tous les étudiants qui choisissent des formations à partir de septembre 2007 serait décerné des diplômes conférés par le roi lui-même, plutôt que par l'University of London. Les nouveaux certificats devront cependant faire référence au fait que le King's College est un collège constitutif de l'University of London. Tous les étudiants en cours avec au moins une année d'études restantes ont eu, en août 2007, la faculté de choisir de se voir attribuer un diplôme universitaire de Londres ou la licence du King's College.

## Réputation académique
Le King's College London est un membre fondateur du Russell Group qui est l'équivalent anglais de l'Ivy League. Par ailleurs, il fait partie du Golden Triangle qui réunit les 6 universités britanniques les plus élitistes réparties entre Oxford, Cambridge et Londres.  
Au niveau international, le King's College London est classé 16e meilleure université au monde par le Classement des universités QS en 2015. Le King's College est également classé comme la 8e meilleure université européenne en 2016 par le Times Higher Education. 
Le King's College se démarque particulièrement dans certaines spécialités et a vu 24 de ses zones-sujet se faire décerner la note maximale de 5 ou 5* pour la qualité de la recherche. 
L'institution est classée au 4e rang mondial en pharmacologie, 2e en Odontologie et dans le top 20 en médecine, en soins infirmiers, en psychologie, et en neurosciences. Son " Institute of Psychiatry, Psychology and Neuroscience" est particulièrement réputé pour sa recherche de pointe et son rôle de leader mondial dans ces domaines. Il est classé dans le top 10 mondial (respectivement 8e et 2e) pour ses publications en neurosciences, et en psychologie/psychiatrie.  
Le King's College London se classe 15e mondial en droit, en histoire et est particulièrement reconnu en sciences politiques et en relations internationales avec son département de War Studies, considéré comme l'un des meilleurs au monde. 
Le King's College London a noué des partenariats avec d'autres institutions et propose ainsi plusieurs doubles diplômes, notamment avec l'Université Columbia, l'Université de Hong Kong, l'Université de Georgetown ou encore en France avec l'ESSEC Business School, l'Université Panthéon-Sorbonne, Sciences Po et l'Université Paris-Sorbonne. 

## Campus

### Strand campus

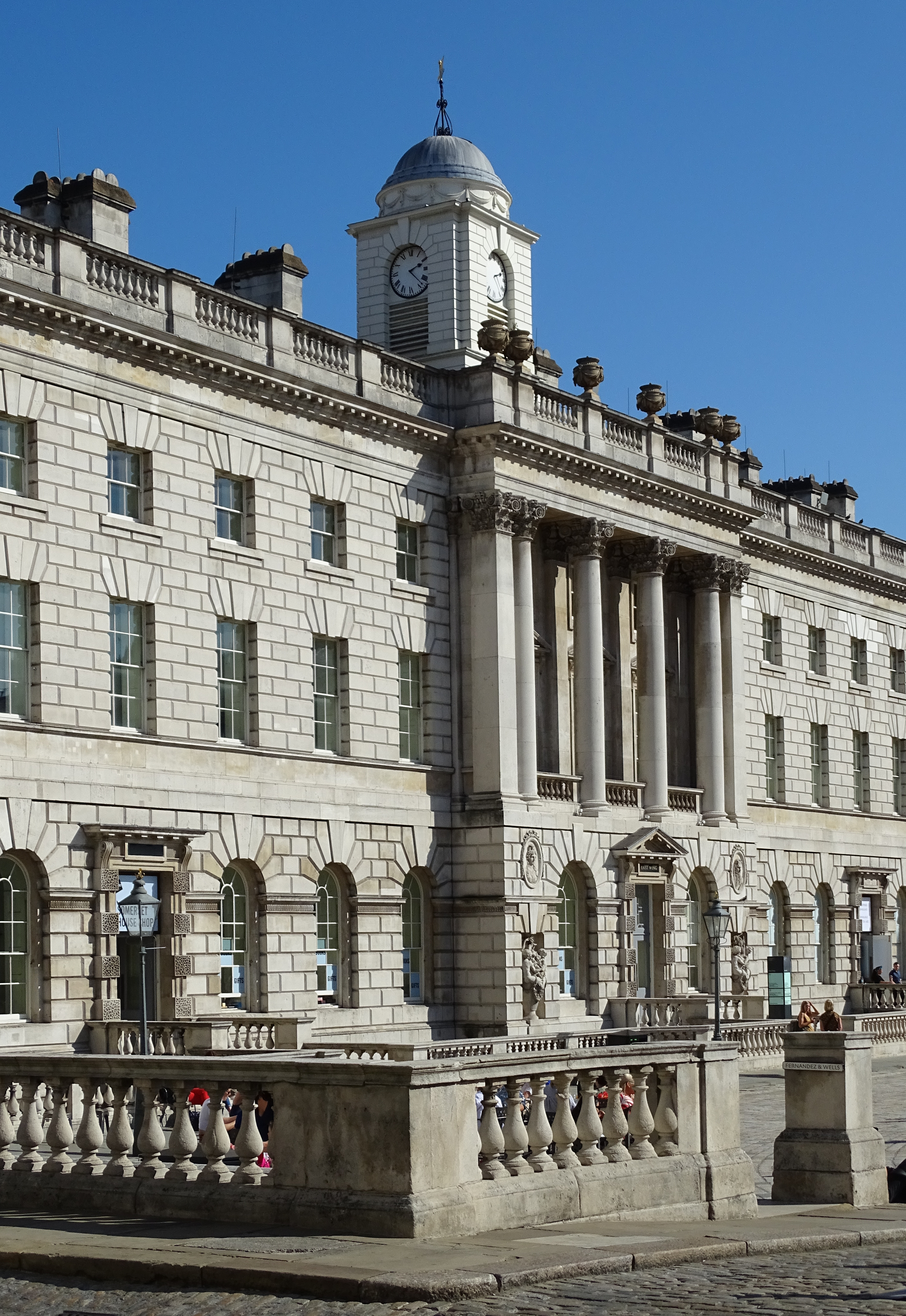
Somerset House, Strand Campus, King's College London.

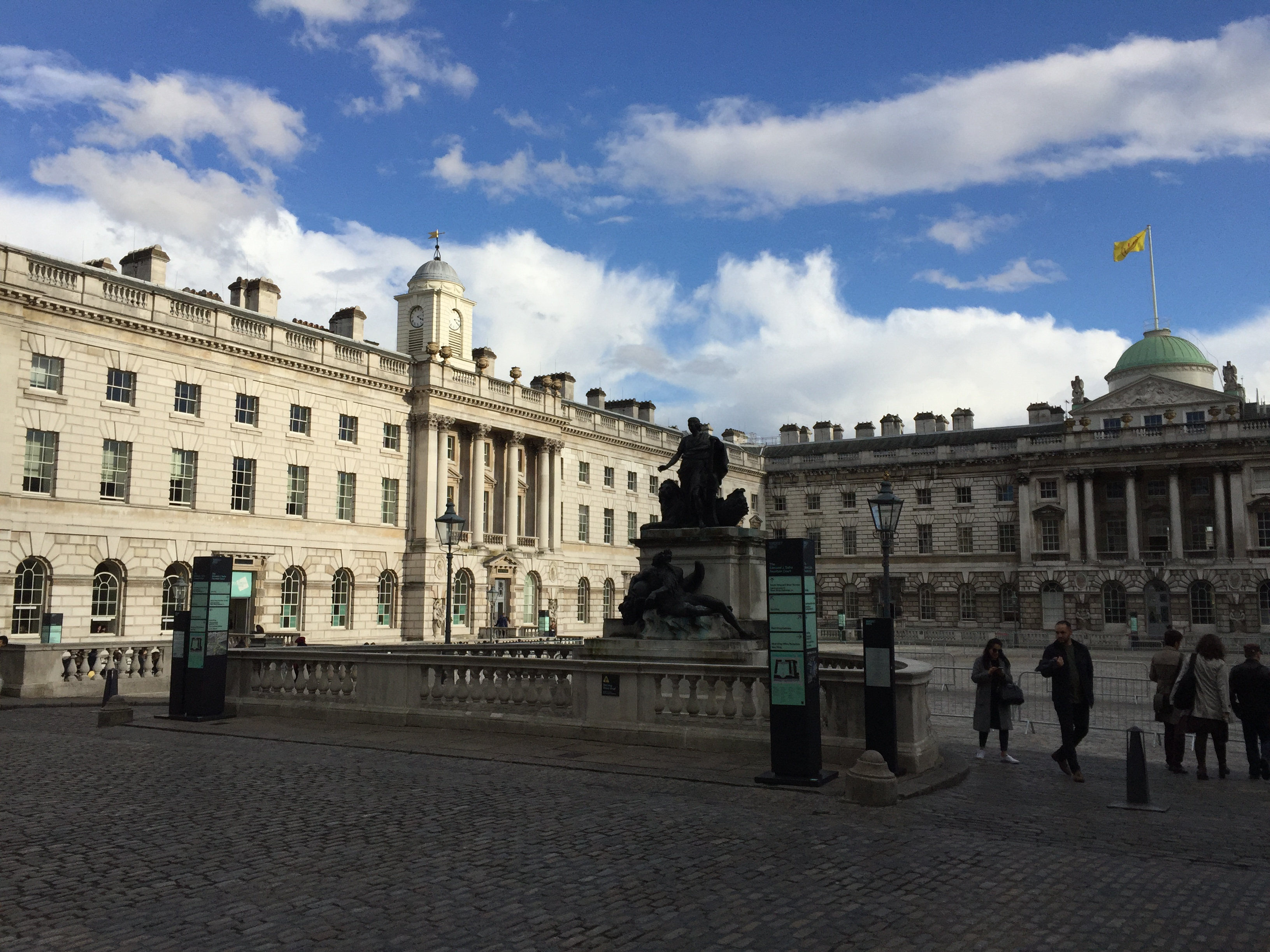
The Dickson Poon School of Law.

Le Strand campus est le campus historique du King's College. Il est situé autour de Somerset House dont l'école de droit occupe l'aile Est depuis 2009. La plupart des écoles de sciences humaines, de droit, de sciences sociales et politique publique, et en sciences physiques et ingénierie sont hébergées sur ce campus.  

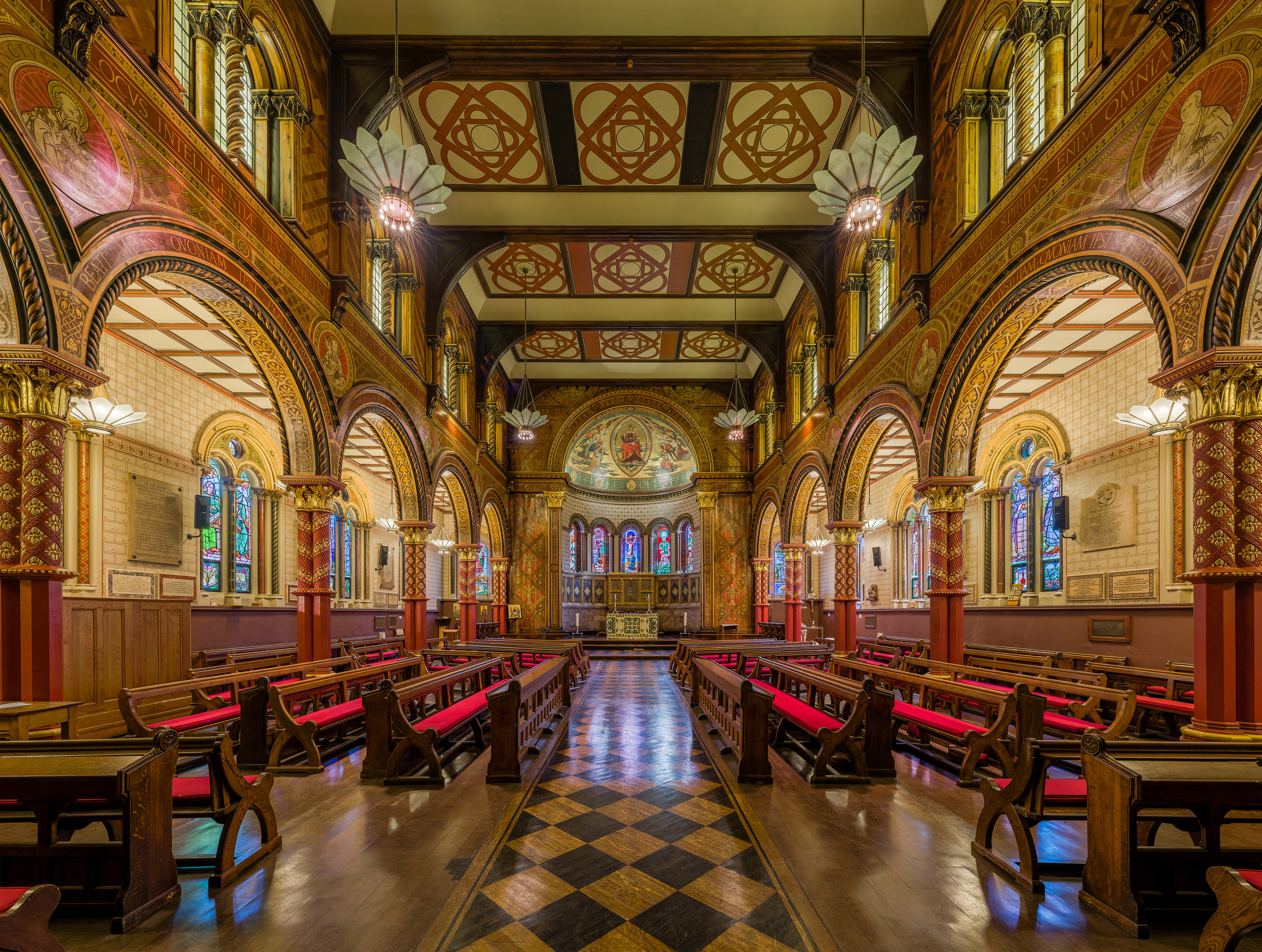
La chapelle au sein du Strand Campus.

Le campus allie la Grade I, classé monument du King's College en 1831 conçu par Sir Robert Smirke et la Chapel goto-byzantine redessiné en 1864 par Sir George Gilbert Scott avec le bâtiment Strand plus moderne, achevé en 1972. Le Chesham Building sur Surrey Street a été acheté après la Seconde Guerre mondiale. Le Macadam Building de 1975 héberge l'Association des étudiants (KCLSU) et tient son nom de l'ancien étudiant Sir Ivison Macadam, premier président de la confédération étudiante du Royaume-Uni (NUS). 
Un National Trust (association visant à conserver et à mettre en valeur des monuments et des sites d'intérêt collectif) protégeant les Bains romains est situé sur le site du Strand campus et peut être consulté via l'entrée de la Surrey Street. Caché par les bâtiments voisins du College, les Bains ont été mentionnés par Charles Dickens dans le chapitre trente-cinq ans de David Copperfield.

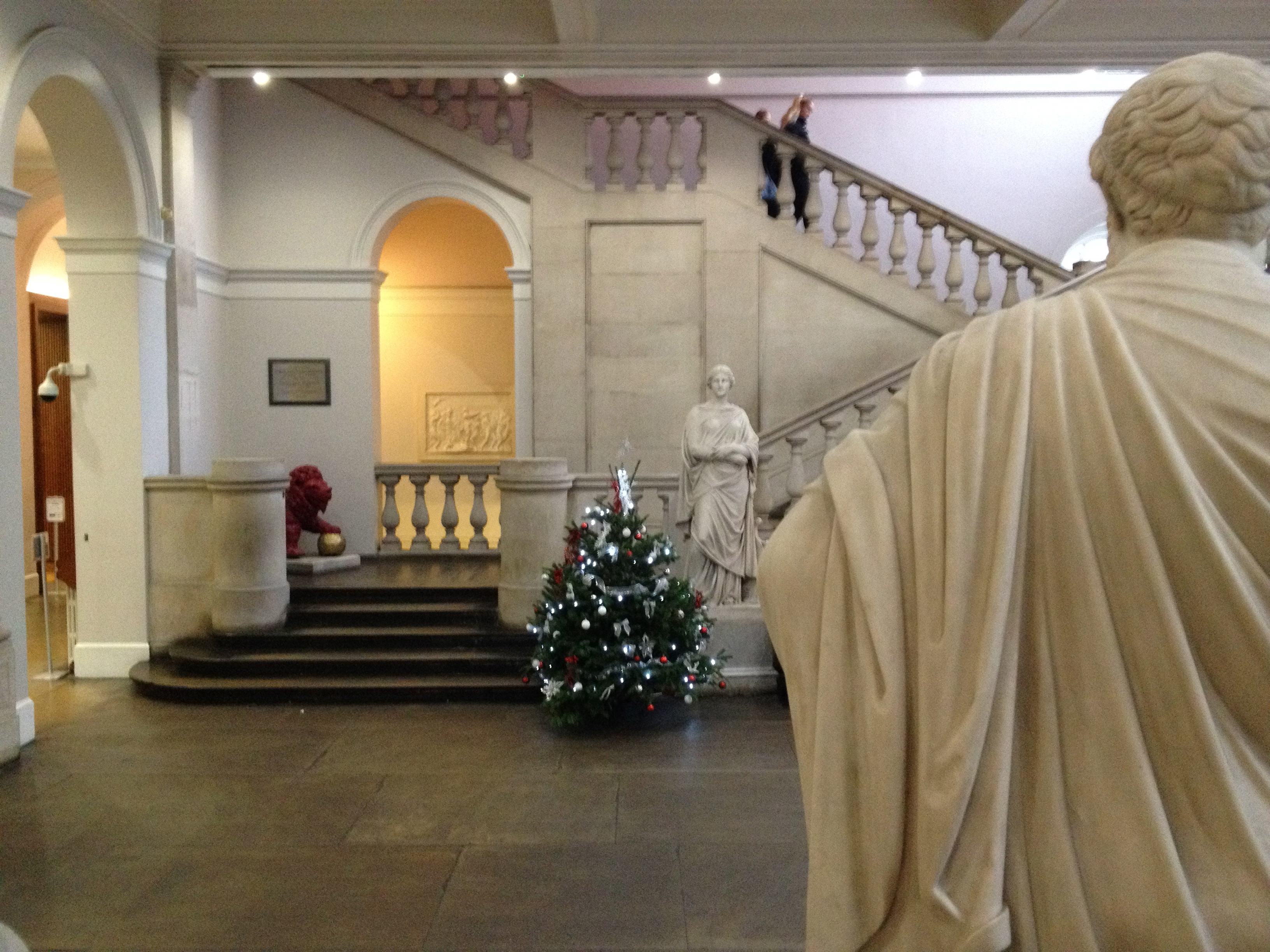
Intérieur du Strand Building.

En outre la station de métro Aldwych, très bien préservée, mais désaffectée, est intégrée dans le cadre du Strand campus. Un champ de tir est situé sur l'emplacement d'une plate-forme de mise hors service du public en 1917. 
Les stations de métro les plus proches sont Temple et Covent Garden.
À partir de septembre 2016, le King's College London occupera également de nouveaux bâtiments dont Bush House, King House et Strand House. Un nouvel agrandissement est prévu en 2025 avec l'acquisition de Melbourne House.

### Guy's Campus

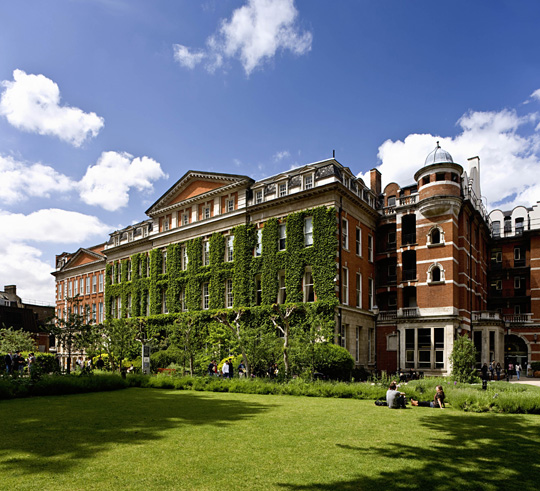
Guy's Campus.

Guy's Hospital (hôpital Guy), établie en 1726, abrite les parties de la King's College London School of Medicine and Dentistry (l'école de médecine et de médecine dentaire).
Le fondateur et bienfaiteur de l'hôpital, Thomas Guy, est un libraire riche et un gouverneur de St Thomas' Hospital. Il est enterré dans le caveau sous la chapelle du XVIIIe siècle à Guy's.
Le négociant de soie William Hunt a été un bienfaiteur qui donna de l'argent dans le début du XIXe siècle pour construire la Hunt's House. Aujourd'hui c'est le site de la nouvelle New Hunt's House. Le bâtiment Henriette Raphaël, construit en 1903, et le Musée Gordon se trouvent également ici.
De plus, les bâtiments Hodgkin, Shepherd's House et Guy's Chapel (chapelle) sont très importants au sein du campus. L'association étudiante du Guy's Campus est situé dans Boland House. Les stations de métro les plus proches sont London Bridge et Borough.

### Waterloo campus
Le Waterloo campus, près de la South Bank Centre se compose du James Clerk Maxwell Building et du Franklin-Wilkins Building, qui a été initialement construit en tant que His Majesty's Stationery Office (Papeterie de Sa Majesté). Le King's College acquis le bâtiment dans les années 1980.
Le James Clerk Maxwell Building abrite le bureau du directeur, la plupart des bureaux de l'administration centrale du College et une partie de l'école de soins infirmiers et obstétricaux Florence-Nightingale.
Le Franklin-Wilkins Building est le foyer de l'école de santé et de biologie qui comprend la pharmacie, le département de l'éducation et à une partie de l'école de soins infirmiers et obstétricaux.
Le campus abrite également un site de la Schiller International University (université américaine privée comprenant huit campus dans six pays différents).
La station de métro la plus proche est Waterloo.

### St Thomas' campus

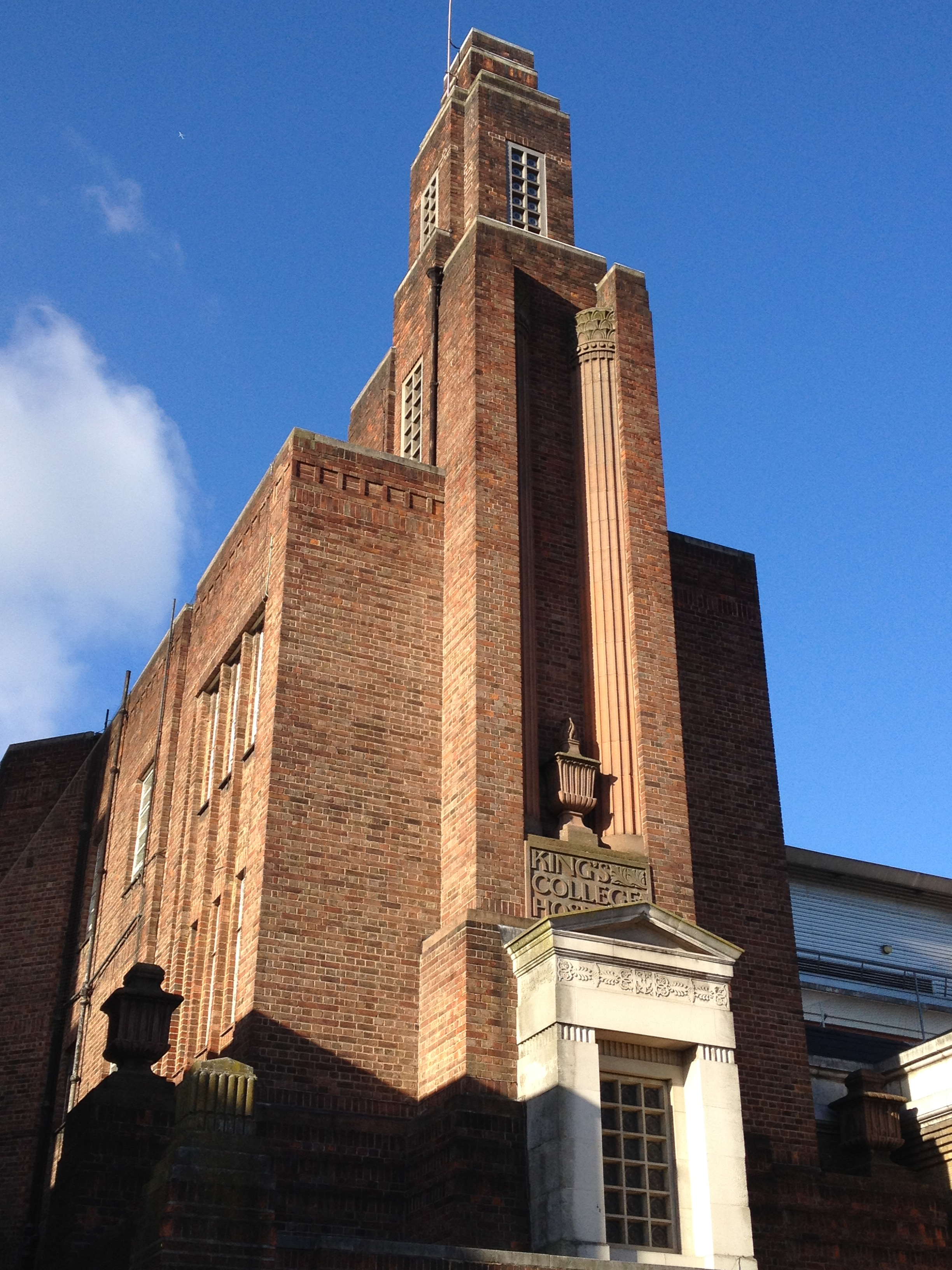
King's College Hospital, Denmark Hill Campus.

Le St Thomas' campus fait face aux chambres du Parlement de l'autre côté de la Tamise
Il abrite l'école de médecine et de l'Institut dentaire. 
Le Florence Nightingale Museum se trouve également ici. 
La station de métro la plus proche est : Westminster.

### Denmark Hill campus
Plus au sud, au centre de Londres, le King's College Hospital, le Maudsley Hospital et l'Institut de psychiatrie forment le Denmark Hill Campus, c'est l'unique campus qui ne se trouve pas sur la Tamise.
Tout comme l'Institut de psychiatrie, les parties de l'Institut dentaire et de l'école de médecine, et une grande salle de séjour (King's College Hall), sont hébergés ici.
La bibliothèque de ce campus est sur le site, et est connu sous le nom de Weston Education Centre. 
La gare la plus proche est : Denmark Hill (en).

## Bibliothèques
Les ressources de la bibliothèque du King's College sont réparties sur ses cinq campus et comprennent également la bibliothèque du Bethlem Royal Hospital. Les collections représentent plus d'un million de livres imprimés ainsi que des milliers de revues et de ressources électroniques.

### The Maughan Library
La Bibliothèque Maughan est logé dans le Grade II du bâtiment 19e gothique, Public Record Office, situé sur Chancery Lane près du Strand Campus. Le bâtiment a été conçu par Sir James Pennethorne et abrite les livres et revues des Écoles des Sciences humaines, Droit, Sciences physiques et ingénierie, et Sciences sociales & politique publique. Il abrite également des collections spéciales et des livres rares. L'intérieur de la bibliothèque, nommé Round Reading Room, est de forme octogonale, inspiré par la salle de lecture du British Museum, il y a également l'ancienne chapelle Rolls (rebaptisée la Salle de Weston suite d'un don de la Fondation Garfield Weston), avec ses vitraux, sol en mosaïque et des monuments, y compris une figure importante de terre cuite de la Renaissance de Pietro Torrigiano du Dr Yonge, maître des Rolls, qui est décédé en 1516.

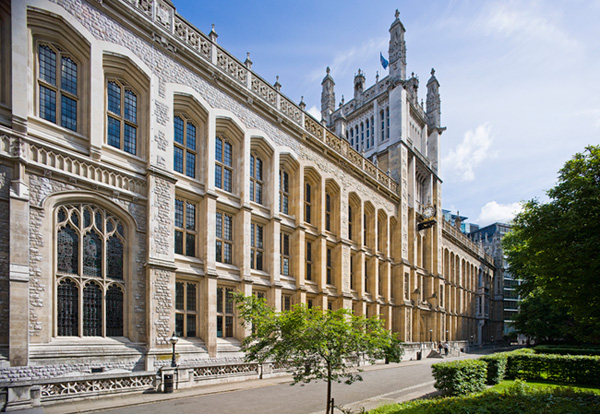
The Maughan Library.
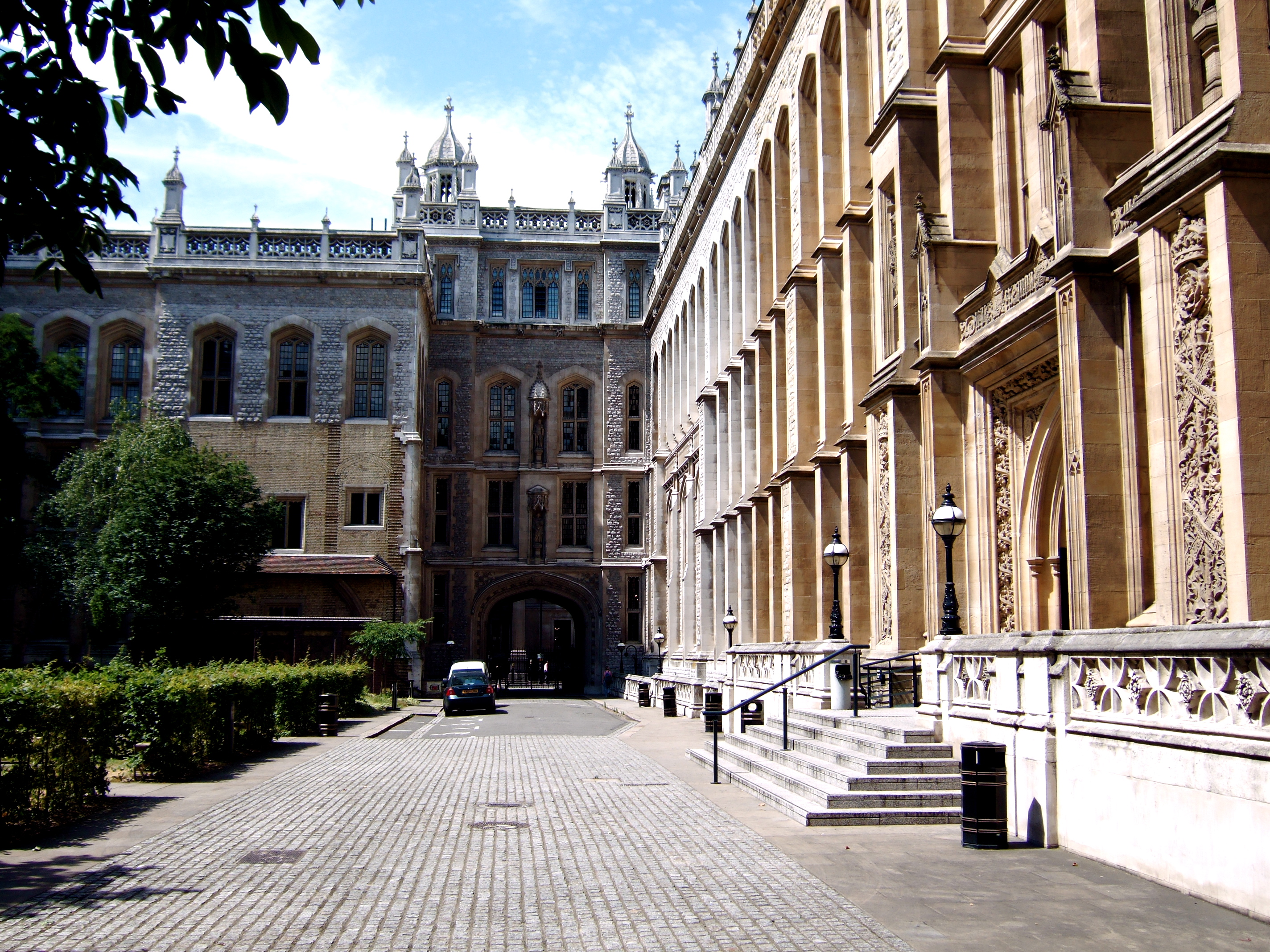
The Maughan Library.
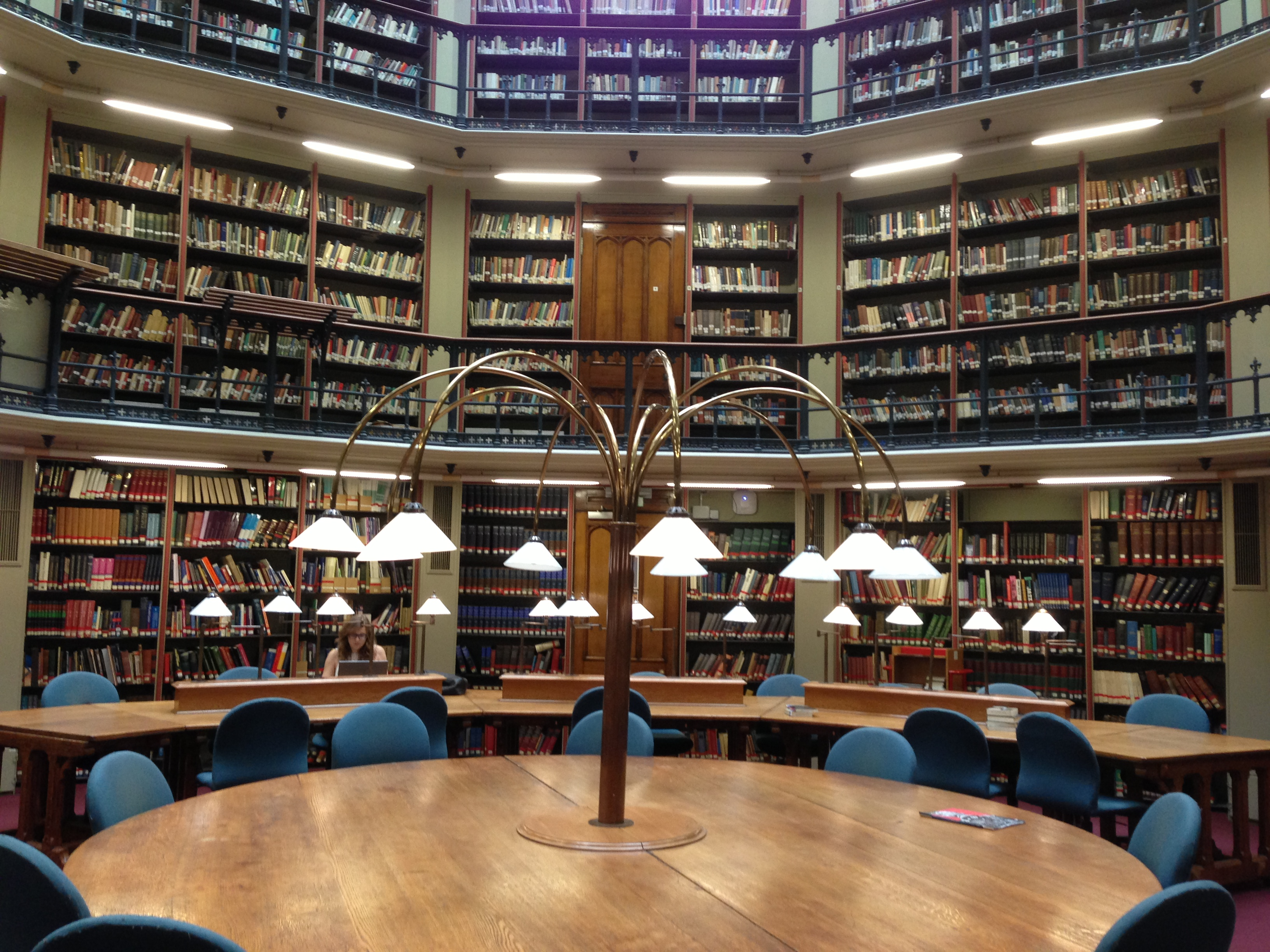
Intérieur de la Maughan Library.
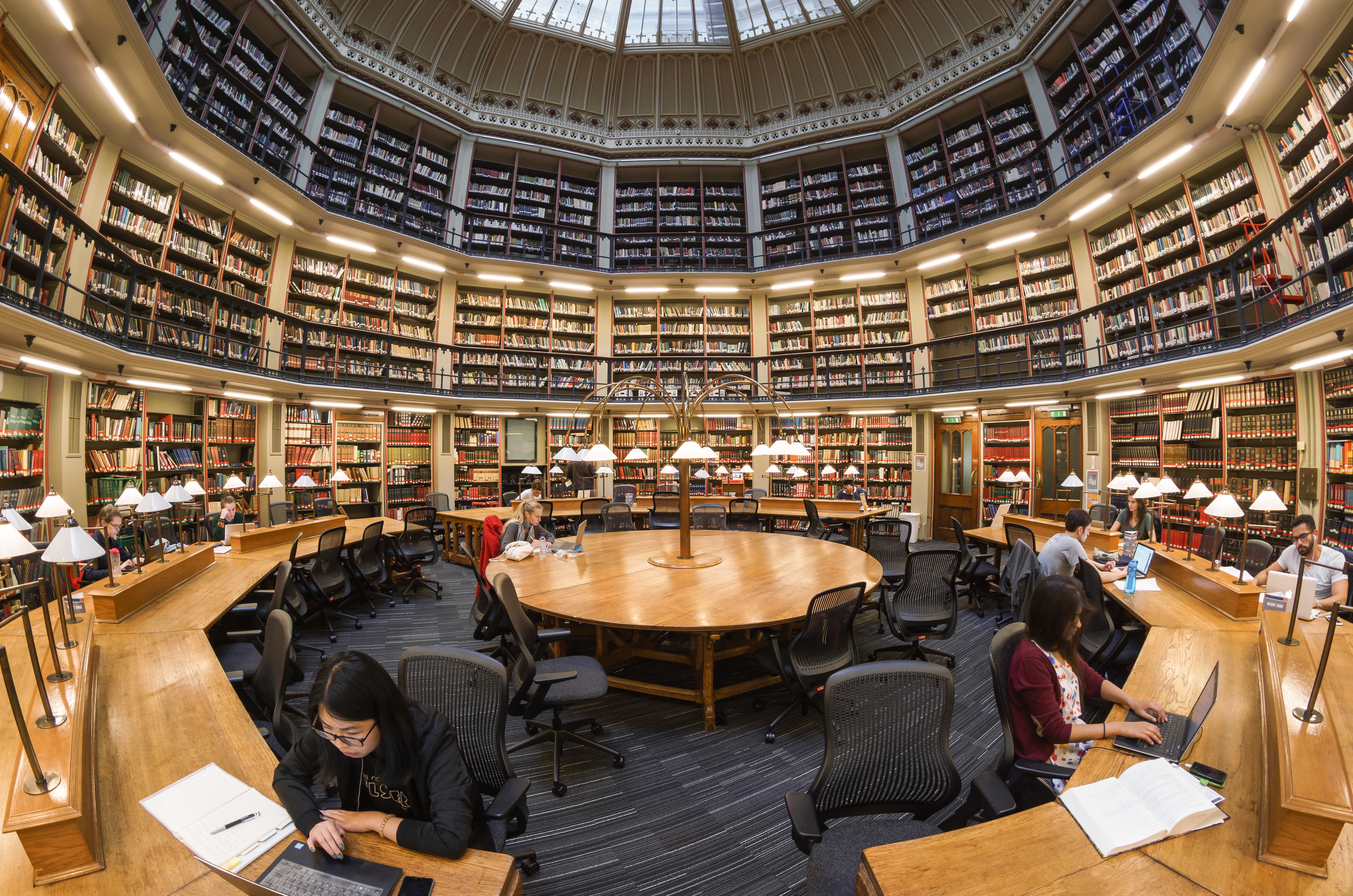
Intérieur, vue d'ensemble. Septembre 2017.

### Autres bibliothèques
- Les collections spéciales de la bibliothèque à Foyle Chancery Lane abrite une collection de plus de 150 000 ouvrages imprimés ainsi que des milliers de cartes, de diapositives, des enregistrements sonores et de certains des manuscrits.
- La bibliothèque Tony Arnold à Chancery Lane abrite une collection de plus de 3 000 livres de droit et de 140 revues juridiques. Elle a été nommée d'après Tony Arnold, le plus ancien Secrétaire de l'Institut de la fiscalité. En septembre 2001, la bibliothèque est devenue partie intégrante de la grande collection du King’s College.
- The Franklin-Wilkins Information Services Centre sur le Waterloo Campus est le foyer de la gestion extensive et les exploitations de l'éducation, ainsi que de la biomédecine, de santé et sciences de la vie incluant la couverture de soins infirmiers, sages-femmes, la santé publique, pharmacie, biologie et sciences de l'environnement, de la biochimie et de la science médico-légale.
- La New Hunt's House Information Services Centre au Guy's Campus couvre tous les aspects de la science biomédicale. Il y a aussi des ressources importantes pour la médecine, médecine dentaire, physiothérapie et services de santé.
- La Weston Education Centre au Denmark Hill Campus a des atouts particuliers dans les domaines de la gastro-entérologie, maladies du foie, le diabète, l'obstétrique, la gynécologie, la pédiatrie et l'histoire de la médecine.
- Le St Thomas' House Information Services Centre couvre tous les aspects des sciences médicales de base, la médecine clinique et des services de recherche en santé.
- La bibliothèque de l'Institut de psychiatrie est la plus grande bibliothèque en psychiatrie en Europe occidentale, tenue 3 000 périodiques imprimés, 550 abonnements en cours, ainsi que l'accès à plus de 3 500 revues électroniques, 38 000 livres et documents de formation.
- La bibliothèque du Bethlem Royal Hospital contient une collection plus restreinte servant à aider les élèves et le personnel travaillant à l'hôpital.

## Écoles
Les dix écoles d'études au King's sont les suivantes :
- Arts & lettres
- Sciences biomédicales & santé
- Institut dentaire
- Institut de psychiatrie
- Droit
- Médecine
- Infirmerie et obstétrique
- Sciences physiques et ingénierie
- Sciences sociales & politique publique
- King's Business School

## Remise des diplômes

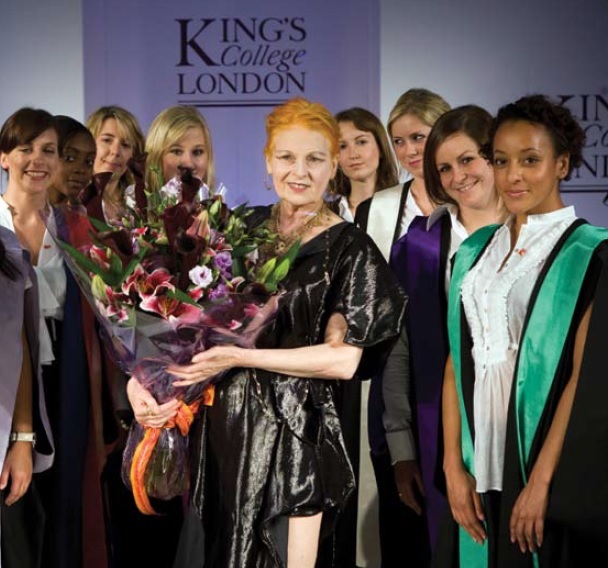
Vivienne Westwood présentant la tenue portée le jour de la remise des diplômes.

Depuis 2006 le King's College de Londres s'est vu attribuer le pouvoir de décerner ses propres diplômes, distincts de ceux de l'Université de Londres. 
Depuis 2008, les nouveaux diplômés portent une tenue spécifique lors de leur remise des diplômes, créée par célèbre couturière anglaise Vivienne Westwood. Une couleur est attribuée à chacune des facultés composant le King's College de Londres. 

## Rivalité avec University College of London
King's College London et University College of London, les deux plus vieilles institutions de l'Université de Londres, entretiennent une vieille tradition de rivalité. Les étudiants de KCL appelaient ceux de UCL The Godless Scum of Gower Street (« la racaille sans dieu de Gower Street ») en opposition aux principes chrétiens qui ont servi de base à la fondation de KCL. À l'inverse, les étudiants d'UCL appellent le KCL Strand Polytechnic. La rivalité entre les deux universités est connue sous le nom de Rags (« chiffons »).
La mascotte de KCL, le lion Reggie, a disparu pendant plusieurs années et a été retrouvée castrée et abandonnée dans un champ. KCL l'a restaurée et placée dans une vitrine protégée et intégrée à un socle en béton pour empêcher un nouveau vol par les étudiants d'UCL. De son côté, la mascotte de UCL, Phineas, a été volée par les étudiants de KCL. Le mythe voudrait que les étudiants de KCL aient joué au football avec la tête embaumée de Jeremy Bentham, grande figure de UCL. Même si UCL a démenti cette rumeur, la tête est désormais conservée dans les coffres de l'université. 
Cette rivalité s'illustre surtout par une compétition sportive annuelle entre les deux institutions, appelée London Varsity Series ou Jeremy George Cup en référence à Jeremy Bentham et à George IV. À la base cantonnée au rugby, la compétition comprend désormais de nombreux autres sports.

## King's College London en France
Institution de référence, King's College London a toujours attiré et accueilli des Français. Parmi les anciens élèves français célèbres figurent par exemple Louis-Napoléon Bonaparte (1856-1879) et plus récemment la secrétaire d'État Axelle Lemaire ou encore l'ancien député de la 3e circonscription des français de l'étranger Alexandre Holroyd.
King's College London a noué de nombreux partenariats avec des institutions françaises et propose ainsi plusieurs doubles diplômes dans différentes disciplines, avec notamment l'ESSEC Business School, l'université Panthéon-Sorbonne, l'université Panthéon-Assas, Sciences Po et l'université Paris-Sorbonne.  
En février 2021, 4 280 membres de Linkedin indiquaient sur leurs profils avoir étudié en échange ou être diplômés de King's College London et travailler actuellement en France. La France est donc le troisième pays, après le Royaume-Uni et les États-Unis, à compter le plus d'alumni.
King's College London Alumni France est l'association des anciens diplômés créée dans l'objectif de réunir les alumni autour d'évènements et de promouvoir King's College London en France. Une page Facebook « King's College London Alumni France » ainsi qu'une page Linkedin « KCL (King's College London) France Alumni » sont les principaux outils de communication pour informer les anciens étudiants des évènements.

## Personnalités liées à l'établissement
Parmi les diplômés de King's College London, on retrouve plus de 20 chefs d'État ou de gouvernement, des membres de familles royales, 14 lauréats du prix Nobel (physique, chimie, médecine, paix, littérature), 19 membres actuels de la Chambre des communes du Royaume-Uni et 16 membres actuels de la Chambre des lords, 33 présidents d'universités, de très nombreuses personnalités politiques anglaises et étrangères ainsi que des diplomates, des juges et avocats internationaux ou encore des médaillés olympiques. 
Chefs d'État, de gouvernement et d'organisations internationales
- Ed Davus, gouverneur de Gibraltar (2016-)
- Petr Pavel, président du comité militaire de l'OTAN (2015-)
- Natalia Gherman, Première ministre de Moldavie (2015)
- Maarouf Bakhit, Premier ministre de Jordanie (2005-2007 ; 2011)
- Tássos Papadópoulos, président de la république de Chypre (2003-2008)
- France-Albert René, Premier ministre des Seychelles (1976-1977) ; président (1977-2004)
- Glafcos Clerides, président de la république de Chypre (1993-2003)
- Martin Bourke, gouverneur des îles Turques-et-Caïques (1993-1996)
- Shridath Ramphal, secrétaire général du Commonwealth (1975-1989)
- Sydney Gun-Munro, gouverneur de Saint-Vincent-et-les-Grenadines (1979-1985)
- Maurice Bishop, Premier ministre de Grenade (1979-1983)
- Lee Moore, gouverneur de Saint-Christophe-et-Niévès (1979-1980)
- Godfrey Binaisa, président de l'Ouganda (1979-1980)
- Lynden Pindling, Premier ministre des Bahamas (1967-1969)
- Abd al-Rahman al-Bazzaz, Premier ministre de l'Irak (1965-1966)
- Muhammad Zafarullah Khan, président de l'Assemblée générale des Nations unies (1962)
- William Hare, gouverneur du Ghana (1957-1960)
- John Harding, gouverneur de Chypre (1955-1957)
- Michael Collins (homme politique), président d'Irlande du Sud (1922)

Justice (rubrique qui se limite aux années 2000)
- Karim Khan, procureur général de la Cour pénal internationale (2021-)
- Patrick Lipton Robinson, président du Tribunal pénal international pour l'ex-Yougoslavie (2008-2011) et juge à la Cour internationale de justice de La Haye (2015-)
- Philippe Couvreur, greffier à la Cour internationale de justice de La Haye (2000-)
- Wayne Martin, président de la Cour suprême d'Australie-Occidentale (2006-)
- Trevor Moniz, ministre de la Justice des Bermunes (2012-)
- Geraldine Andrews, juge à la Haute Cour de justice (Angleterre et pays de Galles) (2013-)
- Neil Trevor Kaplan, « père de l'arbitrage hongkongais » et actuel arbitre à la Chambre arbitrale de Hong Kong
- Jeremy Sullivan, président des Tribunaux du Royaume-Uni (fonction la plus élevée) (2012-2015)
- Jenny Rowe, directrice générale de la Cour suprême du Royaume-Uni et du Comité judiciaire du Conseil privé (2009-2015)
- Abdul Koroma, juge à la Cour internationale de justice de La Haye (1994-2012)
- Michael Fox, avocat et fondateur du plus grand cabinet d'avocats israélien Herzog Fox & Neeman (1968-2009)
- Kandapper Chinniah Kamalasabayson, ministre de la Justice du Sri Lanka (1999-2007)
- Syed Shah Mohammed Quadri, président de la Cour suprême de l'Inde (1997-2003)
- Christopher Weeramantry, vice-président de la Cour internationale de justice de La Haye (1997-2000)
- Leonard Knowles, ancien président de la Cour suprême des Bahamas
- Michael Ashikodu Agbamuche, ancien ministre de la Justice du Niger
- Harold Bollers, ancien ministre de la Justice de Guyana
- Julius Sarkodee-Addo, ancien ministre de la Justice du Ghana
- Michael Whitley, ancien ministre de la Justice de Singapour
- Brenda Hale, baronne Hale de Richmond, présidente de la Cour suprême du Royaume-Uni

Autres
- Asma el-Assad, Première dame de Syrie, femme de Bachar el-Assad
- Louis-Napoléon Bonaparte (1856-1879), prince impérial de France et fils de Napoléon III
- Greer Garson, lauréate de l'Oscar de la meilleure actrice
- Edmund Gwenn, lauréat de l'Oscar du meilleur acteur dans un second rôle
- John Eliot Gardiner, chef d'orchestre, lauréat des Grammy Awards
- Hudson Stuck, explorateur américain
- Leonard Hussey, explorateur anglais
- Harry Golombek, maître international d'échecs
- Harry Gem, inventeur des règles du tennis
- Katherine Grainger, rameuse médaillée olympique
- Gary Lineker, footballeur anglais et meilleur buteur de la Coupe de monde 1986
- Hester McFarland Solomon, présidente de l'Association internationale de psychologie analytique
- Lisa Brennan-Jobs, journaliste et écrivain, fille de Steve Job, fondateur d'Apple

Liste d'anciens élèves et professeurs :
- Abd al-Rahman al-Bazzaz
- Madawi al-Rasheed
- Adewale Akinnuoye-Agbaje
- Edward Aveling
- Maarouf Bakhit
- Martin Bashir
- David Bellamy
- Godfrey Binaisa
- Alain de Botton
- Rory Bremner
- George Carey, Baron Carey of Clifton
- Arthur C. Clarke
- William Kingdon Clifford
- Michael Collins
- Helen Cresswell
- Quentin Crisp
- John Deacon
- Richard Doll
- Catherine Dorion
- Havelock Ellis
- John Evan
- Franck Farmer
- C. S. Forester
- Alexis Galanos
- Francis Galton
- John Eliot Gardiner
- William Schwenck Gilbert
- Calouste Gulbenkian
- Sydney Gun-Munro
- Radclyffe Hall
- Thomas Hardy
- Peter Higgs
- Thomas Hodgkin
- Frederick Gowland Hopkins
- Frederick Wollaston Hutton
- Derek Jarman
- John Keats
- Horace Maybray King, Baron Maybray-King
- Charles Kingsley
- Glafkos Klerides
- Hanif Kureishi
- Delphine Lalu
- Conceição Lima
- Gary Lineker
- James Lowther, 1st Viscount Ullswater
- Etain Madden
- Cyril Mango
- W. Somerset Maugham
- Anne McLellan
- Sir Lee Moore
- Michael Morpurgo
- Sarojini Naidu
- Michael Nyman
- Kele Okereke
- Funmi Olonisakin
- Daphne Osborne
- David Owen
- Tassos Papadopoulos
- Lynden Pindling
- France-Albert René
- Leo Ruickbie
- John Ruskin
- Louis Slotin
- Leslie Stephen
- David Tang, homme d'affaires hongkongais
- Max Theiler
- Desmond Tutu
- Frederick Tymms
- Guglielmo Verdirame
- Harold Watkinson, 1st Viscount Watkinson
- Virginia Woolf